# Tughluq Timur
Tughluq Timur, anche Tughluq Tömür o Tughluk Timur (1312 o 1313 – 1363), fu khan del Moghulistan dal 1347 circa e khan dell'intero Khanato Chagatai dal 1360 circa fino alla sua morte.
Si crede che Esen Buka, un diretto discendente di Chagatai, fosse suo padre. Durante la sua parentesi al potere, il khanato abbracciò la religione islamica.
Inoltre, fu al comando guidò diverse incursioni in Transoxiana. Mentre la maggior parte dei nobili transoxiani fuggì verso le regioni montuose del sud-est quando Tughluq li attaccò, un giovane capo di nome Tamerlano decise di restare e fu perciò ricompensato dai khan mongoli, divenendone il loro fiduciario nella Transoxiana. Fu così che a Tamerlano fu assegnata l'amministrazione di Kesh, sua città natale, e dei suoi dintorni.
Tughluq fu succeduto da suo figlio Ilias Khoja.